# Lingue filippine centrali
Le lingue filippine centrali sono un sottogruppo delle lingue filippine centrali maggiori, parlato nelle Filippine, nelle isole Filippine  di Luzon, Visayas, Mindanao e Sulu.
Fanno parte di questo gruppo le principali lingue delle Filippine fra cui la lingua nazionale, il filippino, e la lingua originale della regione, il tagalog.

## Classificazione
Le lingue filippine centrali maggiori appartengono alla famiglia linguistica delle lingue austronesiane, gruppo delle lingue maleo-polinesiache, sottogruppo delle lingue filippine.
Secondo la classificazione 2009 riportata su Ethnologue (SIL International) la famiglia è composta da 47 lingue tra vive ed estinte, ed è il principale gruppo per numero di lingue fra le lingue filippine. Le lingue/gruppi componenti la famiglia sono:
- Lingue bicolane (8)
- Lingue bisaya (21)
- Lingua mamanwa [codice ISO 639-3 mmn]
- Lingue mansakan (9)
- Lingue tagalog (2)
- Lingua ata [atm] (quasi estinta)
- Lingua sorsogon ayta [ays] (quasi estinta)
- Lingua tayabas ayta [ayy] (estinta)
- Lingua binukidnon settentrionale o karolanos [kyn]
- Lingua binukidnon meridionale o magahat [mtw]
- Lingua sulod [srg]